# مؤسسه فناوری کارلسروهه
مؤسسه فناوری کارلسروهه (به انگلیسی: Karlsruhe Institute of Technology) یک دانشگاه تحقیقاتی دولتی در کارلسروهه واقع در ایالت بادن-وورتمبرگ آلمان است، که نتیجهٔ ادغام یک دانشگاه (دانشگاه کارلسروهه (تی‌اچ)) و یک بنیاد پژوهشی (مرکز تحقیقاتی کارلسروهه) در شهر کارلسروهه می‌باشد. این دانشگاه با نام فریدریسیانا (Fridericiana)، تأسیس سال ۱۸۲۵ میلادی، شناخته شده‌است. در سال ۲۰۰۹ میلادی آن را با مرکز ملی تحقیقات هسته‌ای سابق (تأسیس سال ۱۹۵۶) با نام جدید مرکز تحقیقات کارلسروهه (Kernforschungszentrum Karlsruhe (KfK ادغام کردند. دانشگاه کارلسروهه یکی از نه دانشگاه عالی آلمان است و در صدر فهرست دانشگاه‌های برتر اروپا در رشته‌های علوم پایه و مهندسی قرار دارد. (رتبه‌بندی ۶ام از نظر تأثیرگذاری علمی)

## تاریخچه
دانشگاه کارلسروهه ابتدا به عنوان مدرسه پلی‌تکنیک Polytechnische Schule در ۷ اکتبر سال ۱۸۲۵ تأسیس شد. طراحی این دانشگاه بر اساس دانشگاه اکول پلی‌تکنیک در پاریس است. در سال ۱۸۵۶ فریدریش اول دوک بزرگ بادن (به آلمانی:Friedrich) این مدرسه را به کالج، یک نهاد تحصیلاتی عالی، ارتقا داد. از سال ۱۹۰۲ این دانشگاه به افتخار او فریدریسیانا هم نامیده می‌شد.

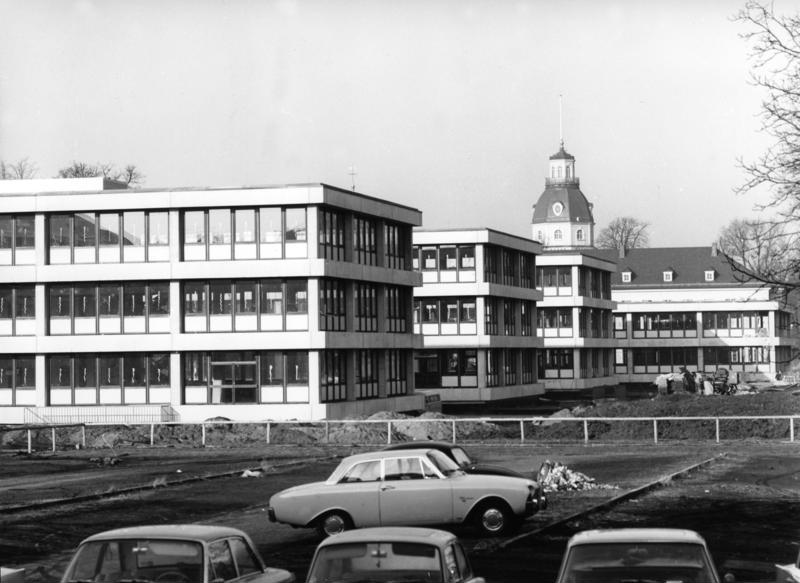
دانشگاه کارلسروهه در سال ۱۹۶۷، نمایی از ساختمان فعلی دانشکده اقتصاد

در ۱۸۸۵، نام این نهاد به دانشگاه صنعتی (Technische Hochschule) تغییر یافت. در سال ۱۸۸۶ هاینریش هرتز در سالن اجتماعات این دانشکده وجود تابش الکترومغناطیسی را نشان داد و در سال ۱۸۹۹ دانشکدهٔ فنی کارلسروهه شامل قانون توسعه شده
و چهار سال بعد ماگدالنا نف (Magdalena Neff) در کارلسروهه برای اولین بار به عنوان یک زن در یک دانشکده فنی به تحصیل بپردازد و در سال ۱۹۱۵ ایرنه روزنبرگ اولین زنی بود که موفق به دریافت درجه دکترا از این دانشگاه شد. هم‌اکنون یکی از خیابان‌های کمپ به نام اوست.

در سال ۱۹۲۰ دانشکده جنگلداری کارلسروهه و سه دانشکده دیگر از دانشگاه ابرهارد کارلز توبینگن در فرایبورگ ادغام شدند.

در سال ۱۹۶۷ دانشکده فنی تبدیل به دانشگاه، یک دانشگاه کامل متضمن حق جایزه درجه دکترا در رشته‌های مهندسی، شد.

دانشگاه کارلسروهه از جمله قطب‌های آموزشی در رشته علوم کامپیوتر کشور آلمان است. در سال ۱۹۶۶ آزمایشگاه مرکزی کامپیوتر این دانشگاه تأسیس شد. دانشکدهٔ انفورماتیک کارلسروهه در سال‌های بعدی با امکان تحصیل در دوره‌های منظم ساخته شد.
در تاریخ ۲اوت ۱۹۸۴، این دانشگاه اولین پست الکترونیکی آلمان را دریافت کرد.

در سال ۱۹۷۵، دانشگاه لوگوی جدیدی که رولف لدربوگن، مدیر مؤسسه برای طراحی نظری دانشکده معماری طراحی کرده بود، اختیار کرد.
در ژوئیه سال ۲۰۰۵ برای ارتقای سطح پژوهشی، دانشگاه کارلسروهه به نام خود یک مؤسسه پژوهشی اضافه کرد.

در پی این تحول نام دانشگاه کارلسروهه به مؤسسه فناوری کارلسروهه تغییر یافت در حالی به فعالیت دانشگاهی در کنار فعالیت‌های پژوهشی و فناوری خود ادامه می‌داد.
در آوریل سال ۲۰۰۶ توافق‌نامه برای تأسیس مؤسسه فناوری کارلسروهه (کی‌آی‌تی)((Karlsruhe Institut of Technology (KIT) به امضای پروفسور هورست هیپلر و دکتر دیتر ارتمن از جانب دانشگاه کارلسروهه و و پروفسور مانفرد پاپ و معاونش سیگورد لتو از جانب مرکز تحقیقاتی کارلسروهه رسید.انتخاب این نام در پی رقابت با مؤسسه فناوری ماساچوست (ام‌آی‌تی)
(Massachusetts Institute of Technology (MIT، دانشگاه پیشرو فناوری در آمریکا، انتخاب شد.

در سال ۲۰۰۸، هانس-ورنر هکتور، شریک-مؤسس کمپانی (اس‌ای‌پی)-کمپانی نرم‌افزار-، مبلغ ۲۰۰ میلیون یورو را برای حمایت از محققان در این دانشگاه اختصاص داد. نکتهٔ قابل توجه در این است که، هانس-ورنر هکتور از این دانشگاه به‌طور عادی فارغ تحصیل نشده‌است بلکه او عنوان دکترای افتخاری خود را به خاطر حمایت مالی از کودکان با استعداد در سال ۲۰۰۳ دریافت کرده‌است.

## پذیرش و تحصیل
از ترم زمستانی ۲۰۰۸/۲۰۰۹، دانشگاه کارلسروهه سیستم خود را به‌طور کامل از نوع دیپلم از پایه به سیستم کارشناسی و کارشناسی ارشد تغییر داد. دانشجویانی که در سیستم دیپلم تحصیل می‌کردند به همان شیوه ادامه تحصیل می‌دادند در حالی که دانشجویان جدید می‌توانند در دو مقطع کارشناسی و کارشناسی ارشد پذیرش شوند.

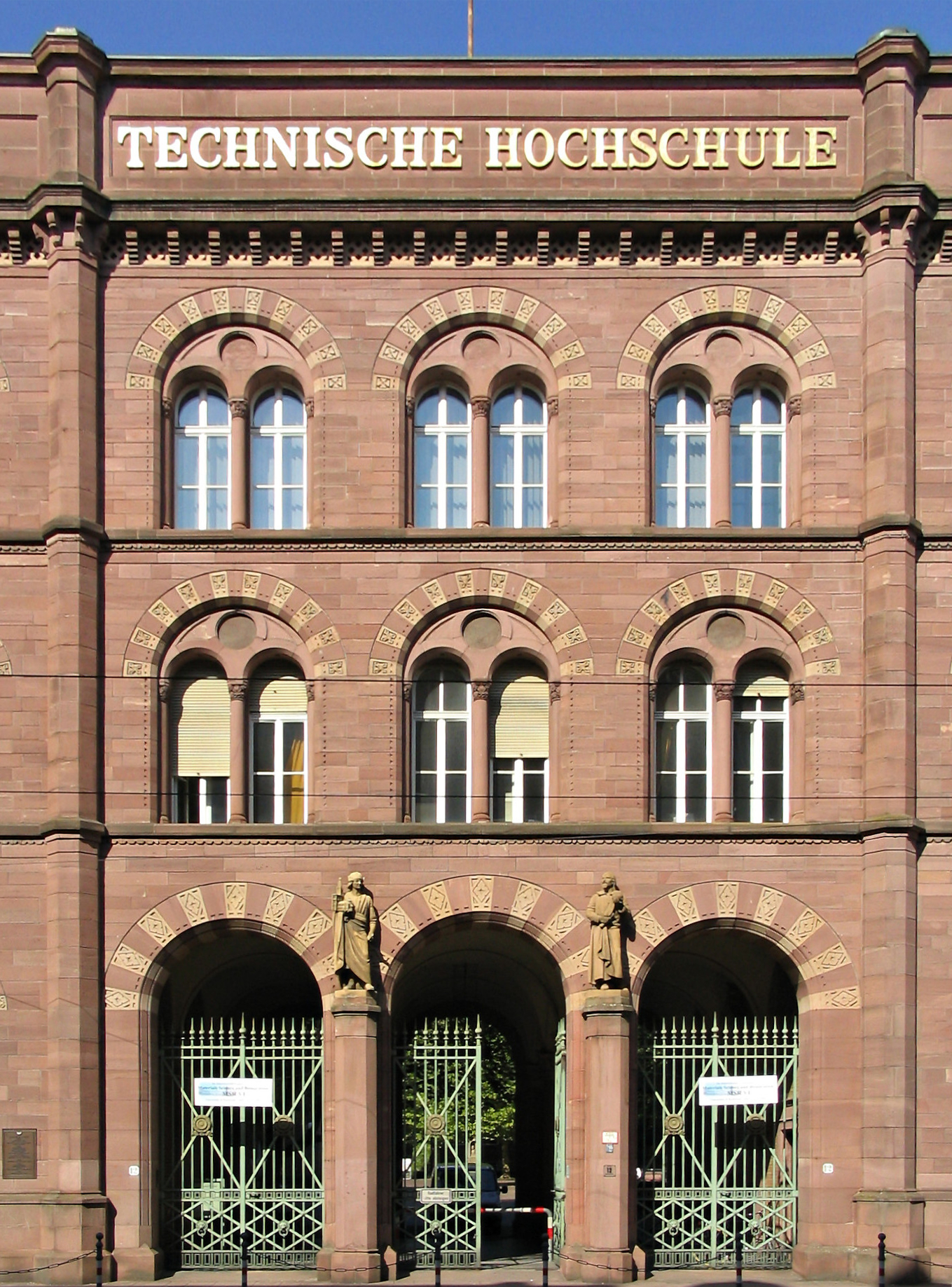
پورتال اصلی دانشگاه

سیاست پذیرش در این دانشگاه در هر دانشکده متفاوت است. دانشجوها بر اساس سوابق تحصیلی و دوره‌هایی تخصصی که جداگانه گذرانده باشند انتخاب می‌شوند مانند مهندسی تجارت ولی برخی دیگر از دپارتمان‌ها مانند دانشکده فیزیک، انفورماتیک یا هواشناسی برای پذیرش دانشجوها هیچ پیش شرطی ندارند. در این دانشگاه هر دانشجو برای اتمام دوره‌اش باید حداقل نمرهٔ قبولی در سه ترم اول را آورده باشد تا اجازهٔ ادامه تحصیل در رشتهٔ مربوط را داشته باشد.

در ترم اول، آموزش‌ها کاملا به صورت تئوریک می‌باشد که در بردارندهٔ تمرکز بسیار زیاد بر دروس ریاضی برای رشته‌های مهندسی و علوم طبیعی است. این امکان وجود دارد که دانشجویان در ترم‌های آتی روی تخصص در عملی یا نظری بودن دروس تصمیم بگیرند.

## شهرت
با توجه به رتبه‌بندی آکادمیک دانشگاه‌های جهان مدرک رسمی وارد شده توسط کمیسیون اروپا در رتبهٔ دوم در سطح ملی و در ردهٔ ششم در اروپا از نظر تأثیرگذاری علمی است.